# Денсайм-сюр-Брюш
Денса́йм-сюр-Брюш (фр. Dinsheim-sur-Bruche) — коммуна на северо-востоке Франции в регионе Гранд-Эст (бывший Эльзас — Шампань — Арденны — Лотарингия), департамент Нижний Рейн, округ Мольсем, кантон Мюциг. До марта 2015 года коммуна административно входила в состав кантона Мольсем (округ Мольсем).
Площадь коммуны — 4,98 км², население — 1316 человек (2006) с тенденцией к росту: 1388 человек (2013), плотность населения — 278,7 чел/км².

## Население
Население коммуны в 2011 году составляло 1371 человек, в 2012 году — 1378 человек, а в 2013-м — 1388 человек.
| 1962 | 1968 | 1975 | 1982 | 1990 | 1999 | 2006 | 2008 | 2011 | 2012 | 2013 |
| ---- | ---- | ---- | ---- | ---- | ---- | ---- | ---- | ---- | ---- | ---- |
| 1281 | 1330 | 1342 | 1282 | 1275 | 1340 | 1316 | 1329 | 1371 | 1378 | 1388 |

Динамика населения:

## Экономика
В 2010 году из 912 человек трудоспособного возраста (от 15 до 64 лет) 696 были экономически активными, 216 — неактивными (показатель активности 76,3 %, в 1999 году — 70,9 %). Из 696 активных трудоспособных жителей работали 637 человек (335 мужчин и 302 женщины), 59 числились безработными (30 мужчин и 29 женщин). Среди 216 трудоспособных неактивных граждан 77 были учениками либо студентами, 92 — пенсионерами, а ещё 47 — были неактивны в силу других причин.

## Достопримечательности (фотогалерея)

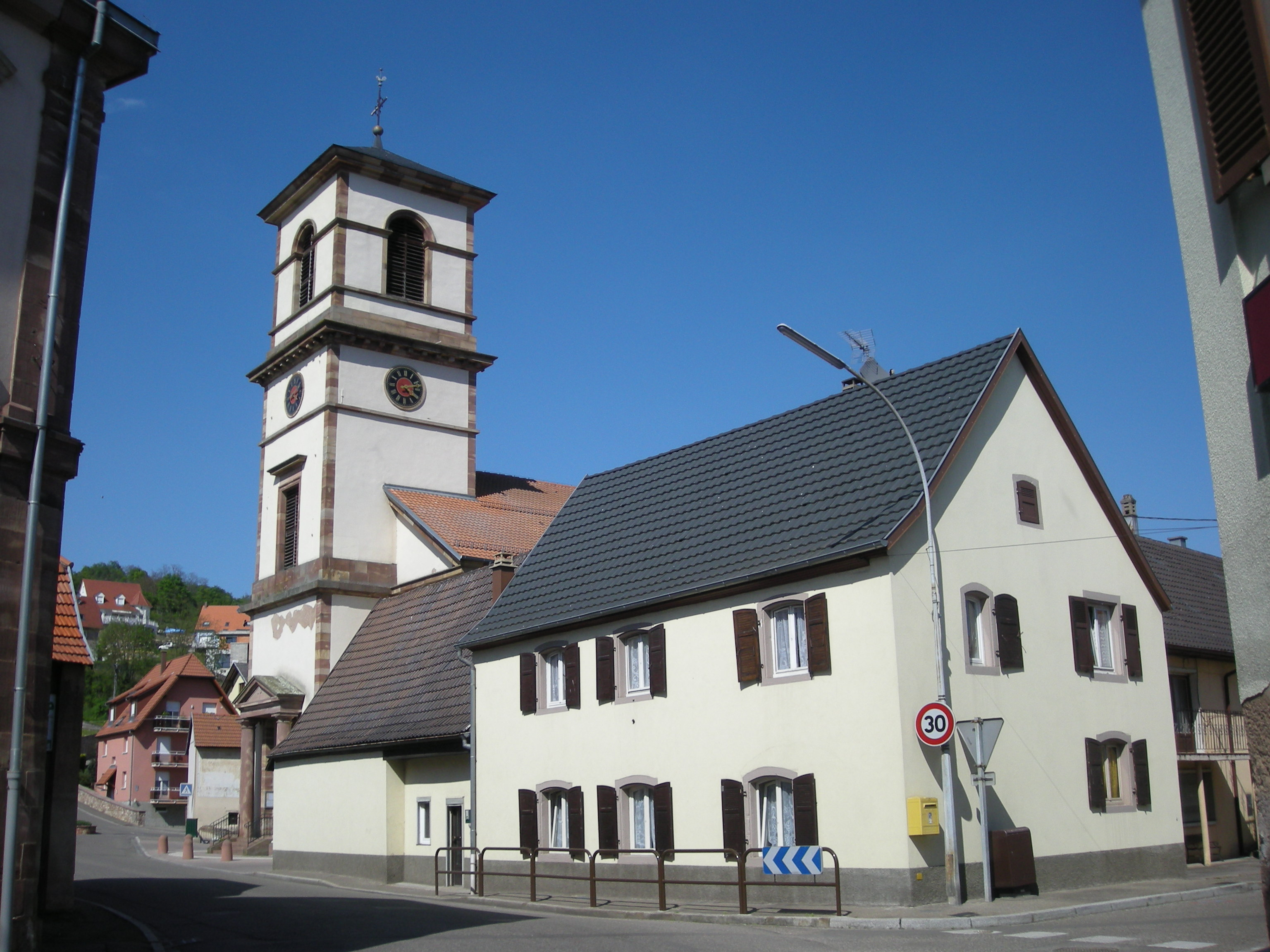
Церковь
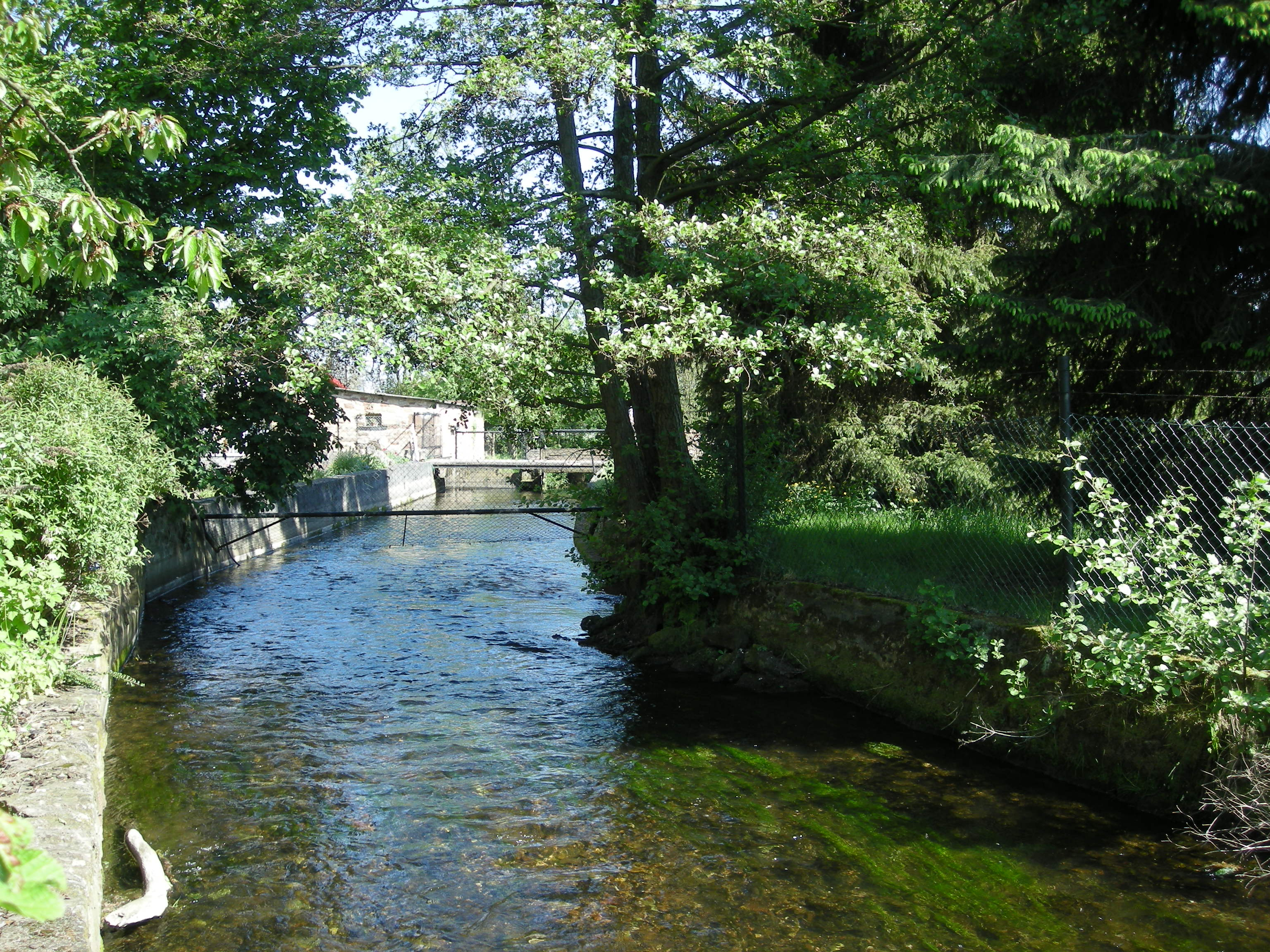
Река Брюш